# Rue Damery
La rue Damery appelée aussi rue Walthère Damery est une rue du quartier d'Outremeuse à Liège en Belgique (région wallonne).

## Odonymie
La rue rend hommage à Walthère Damery , né en 1614, à Liège et mort en 1678,  peintre d’histoire, de paysages et de portraits liégeois.

## Description
Cette voie plate, étroite et presque rectiligne d'une longueur d'environ 65 m est une artère d'Outremeuse reliant le boulevard Saucy à la rue Grande-Bêche. La façade latérale droite de l'athénée Maurice Destenay, imposant bâtiment de style éclectique d'inspiration néo-Renaissance française inauguré en 1883 (architecte L. Boonen), occupe la partie de la rue entre le boulevard Saucy et la rue Jean Delvoye (côté impair). 

## Patrimoine
Une potale est fixée sur la façade de la maison sise au no 2 qui date approximativement de 1860 tout comme l'immeuble voisin situé au no 4 et le no 14.

## Voiries adjacentes
- Boulevard Saucy
- Rue Jean Delvoye
- Rue Grande-Bêche